# Unione Sportiva Civitanovese 1978-1979
Questa pagina raccoglie le informazioni riguardanti l'Unione Sportiva Civitanovese nelle competizioni ufficiali della stagione 1978-1979.

## Rosa
| N. |                   | Ruolo | Calciatore            |
| -- | ----------------- | ----- | --------------------- |
|    | Italia (bandiera) | D     | Giovanni Beato        |
|    | Italia (bandiera) | A     | Stelio Bisacchi       |
|    | Italia (bandiera) | D     | Massimo Capoccia      |
|    | Italia (bandiera) | D     | Mario Colautti        |
|    | Italia (bandiera) | C     | Florindo Della Valle  |
|    | Italia (bandiera) | C     | Giancarlo Faustinella |
|    | Italia (bandiera) | C     | Osvaldo Jaconi        |
|    | Italia (bandiera) | D     | Lorenzo Julitti       |
|    | Italia (bandiera) | D     | Francesco Leonardis   |
|    | Italia (bandiera) |       | Leoni                 |
|    | Italia (bandiera) | C     | Giampaolo Malavolta   |

| N. |                   | Ruolo | Calciatore            |
| -- | ----------------- | ----- | --------------------- |
|    | Italia (bandiera) | P     | Gianfranco Massari    |
|    | Italia (bandiera) | C     | Antonio Mastrangioli  |
|    | Italia (bandiera) | D     | Egidio Mastropaolo    |
|    | Italia (bandiera) | C     | Augusto Montanaro     |
|    | Italia (bandiera) | A     | Francesco Paglialunga |
|    | Italia (bandiera) | A     | Luigi Quaresima       |
|    | Italia (bandiera) | D     | Nunzio Rannella       |
|    | Italia (bandiera) | C     | Orlando Salpini       |
|    | Italia (bandiera) | A     | Renzo Valbonesi       |
|    | Italia (bandiera) | P     | Giuseppe Ventura      |